# Maesa palauensis
Maesa palauensis är en viveväxtart som beskrevs av Carl Christian Mez. Maesa palauensis ingår i släktet Maesa och familjen viveväxter. Inga underarter finns listade i Catalogue of Life.